# Linea Ōsaka Higashi

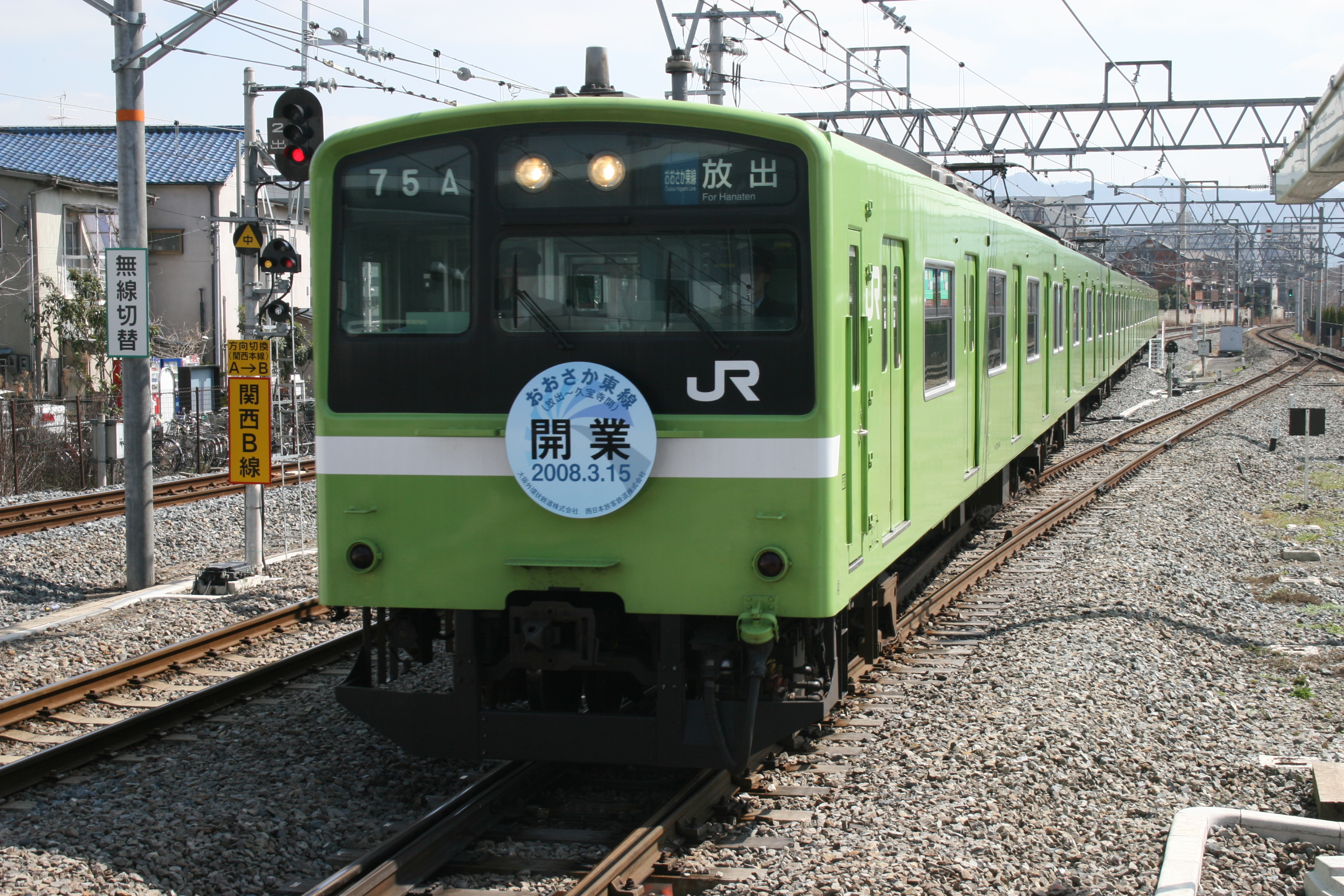
Treno locale

La linea Osaka Higashi (おおさか東線?, Ōsaka-Higashi-sen) è una linea ferroviaria a Ōsaka in Giappone gestita dalla JR West. Prima d assumere il nome attuale nell'agosto 2007, la linea era stata chiamata "Linea circolare esterna di Osaka (大阪外環状線?, Ōsaka-soto-kanjōsen)". La ferrovia collega la stazione di Shin-Ōsaka a nord della città con la stazione di Kyūhōji situata a Yao, formando un semicerchio lungo i sobborghi settentrionali e orientali della città.
I treni locali che partono dalla stazione di Shin-Ōsaka fermano in tutte le stazioni e arrivano alla stazione di Kyūhōji, mentre i rapidi diretti procedono a sud-est lungo la linea Yamatoji e arrivano alla stazione di Nara. La linea Osaka Higashi è percorsa inoltre da treni merci della Japan Freight Railway Company.

## Storia
La parte sud della linea fu inaugurata nel marzo 2008 tra la stazione di Kyūhōji e la stazione di Hanaten, ma a causa dei problemi legati all'occupazione illegale di un sito, i lavori della parte nord sono iniziati molto più tardi. Il tratto tra la stazione di Shin-Ōsaka e quella di Hanaten fu inaugurato il 16 marzo 2019. Costruttrice e proprietaria della linea è l'azienda Ferrovia Osaka Soto-Kanjo s.p.a. (大阪外環状鉄道株式会社?, Ōsaka Sotokanjō Tetsudō Kabushiki Kaisha).

## Stazioni
- ●: Fermata del servizio diretto rapido (DR)
- |: il diretto rapido non ferma

| Stazione                                                             | Giapponese | Distanza progr.(km) | DR | Collegamenti                                                                           | Posizione                |
| -------------------------------------------------------------------- | ---------- | ------------------- | -- | -------------------------------------------------------------------------------------- | ------------------------ |
| Shin-Ōsaka                                                           | 新大阪     | 0,0                 | ●  | ■ Linea JR Kyōto ■ Sanyō Shinkansen ■ Tōkaidō Shinkansen Linea Midōsuji                | Yodogawa-ku              |
| Minami-Suita                                                         | 南吹田     | 2,0                 | \| |                                                                                        | Suita                    |
| JR Awaji                                                             | 淡路       | 3,3                 | \| | ■ Linea principale Hankyū Kyōto ■ Linea Hankyū Senri                                   | Higashiyodogawa-ku       |
| Shirokitakōendōri                                                    | 城北公園通 | 5,4                 | \| |                                                                                        | Miyakojima-ku / Asahi-ku |
| JR Noe                                                               | 野江       | 7,6                 | \| | ■ Linea principale Keihan (Stazione di Noe) Linea Tanimachi (Stazione di Noe-Uchindai) | Jōtō-ku                  |
| Shigino                                                              | 鴫野       | 9,4                 | \| | ■ Linea Gakkentoshi Linea Imazatosuji                                                  | Jōtō-ku                  |
| Hanaten                                                              | 放出       | 11                  | ●  | ■ Linea Gakkentoshi                                                                    | Tsurumi-ku               |
| Takaida-chūō                                                         | 高井田中央 | 12.7                | \| | Linea Chūō (Stazione di Takaida)                                                       | Higashiōsaka             |
| JR Kawachi Eiwa                                                      | JR河内永和 | 14.3                | \| | ■ Linea Kintetsu Nara (Stazione di Kawachi-Eiwa)                                       | Higashiōsaka             |
| JR Shuntokumichi                                                     | JR俊徳道   | 14.9                | \| | ■ Linea Kintetsu Ōsaka (Stazione di Shuntokumichi)                                     | Higashiōsaka             |
| JR Nagase                                                            | JR長瀬     | 15.9                | \| |                                                                                        | Higashiōsaka             |
| Kizuri-Kamikita                                                      | 衣摺加美北 | 17.2                | \| |                                                                                        | Higashiōsaka             |
| Shin-Kami                                                            | 新加美     | 18.6                | \| |                                                                                        | Hirano-ku                |
| Kyūhōji                                                              | 久宝寺     | 20.2                | ●  | ■ Linea principale Kansai (Linea Yamatoji)                                             | Yao                      |
| Il servizio rapido diretto prosegue per Nara lungo la linea Yamatoji |            |                     |    |                                                                                        |                          |